# Birgitta Niklasson
Ulla Birgitta Pil-Sun Niklasson, född 5 juni 1975 i Sydkorea, är en svensk statsvetare och docent i statsvetenskap vid Göteborgs universitet.
Hon disputerade 2005 vid Göteborgs universitet med avhandlingen Contact Capital in Political Careers och blev 2009 universitetslektor i statsvetenskap vid samma universitet. 2017 blev hon docent.
Hennes forskning har fokuserat på frågor relaterade till kön och karriärer i politiska och administrativa sammanhang. Hon forskar också om graden av politisering av statsförvaltningen och hur en växande politisering kan påverka den politiska processen. Hon samarbetar numera med Ann Towns om en studie om kön och diplomati.